# تعدد الأكوان

الأكوان المتعددة التي هي عبارة عن مجموعة افتراضية متكونة من عدة أكوان متوازية لكل كون طبيعة فيزيائية خاصة به تختلف عن الآخر.

الأكوان المتعددة (بالإنجليزية: Multiverse) هي مجموعة افتراضية متكونة من عدة أكوان -بما فيها الكون الخاص بنا- وتشكل معاً الوجود بأكمله، وفكرة الوجود متعدد الأكوان هو نتيجة لبعض النظريات العلمية التي تستنتج في الختام وجوب وجود أكثر من كون واحد، وهو غالباً يكون نتيجة لمحاولات تفسير الرياضيات الأساسية في نظرية الكم بعلم الكونيات. والأكوان العديدة داخل متعدد الأكوان تسمى أحياناً بالأكوان المتوازية Parallel Universes. والبنية لمتعدد الأكوان، وطبيعة كل كون وما بداخله، والعلاقة بين هذه الأكوان كل هذه تعتمد على النظرية المتبعة من بين عدة نظريات.
ونظرية تعدد الأكوان هو فرضية في علم الكونيات والفيزياء والفلك والفلسفة والمسائل الرياضية والخيال العلمي واللاهوت. وقد تأخذ الأكوان المتوازية في هذا السياق أسماء أخرى كالأكوان البديلة أو الأكوان الكمية أو العوالم المتوازية.
نُوقش مفهوم الأكوان المتعددة، عبر التاريخ، بما في ذلك الفلسفة اليونانية. يجادل بعض الفيزيائيون بأن المتعدد الأكوان مفهوم فلسفي وليس فرضية علمية، حيث لا يمكن دحضه تجريبياً. في السنوات الأخيرة، ظهر مؤيدون ومتشككون في نظريات المتعدد الأكوان داخل مجتمع الفيزياء. على الرغم من أن بعض العلماء حللوا البيانات بحثًا عن أدلة على وجود أكوان أخرى، إلا أنه لم يُعثر على أدلة ذات دلالة إحصائية. يجادل النقاد بأن مفهوم المتعدد الأكوان يفتقر إلى القدرة على الاختبار والدحض، وهي ضرورية للبحث العلمي، وأنه يثير قضايا ميتافيزيقية لم تُحل.
اقترح ماكس تيجمارك [الإنجليزية] وبراين غرين تصنيفات مختلفة للكون المتعدد والكون. يتكون تصنيف تيجمارك ذو المستويات الأربعة من: المستوى الأول: مناطق ما وراء أفقنا الكوني، المستوى الثاني: افقاعات أخرى متضخمة-المركز، المستوى الثالث: العوالم المتعددة لفيزياء الكم والمستوى الرابع: الكون الرياضي. تشمل أنواع جرين التسعة للكون المتعدد: المبطن، التضخمي، الغشاء، الدوري، المناظر الطبيعية، الكمومي، الهولوغرافي، المحاكى والنهائي. تستكشف هذه الأفكار أبعادًا مختلفة للفضاء والقوانين الفيزيائية والهياكل الرياضية لتفسير وجود وتفاعلات الأكوان المتعددة. تشمل بعض مفاهيم الكون المتعدد الأخرى نماذج العالمين التوأمين، النظريات الدورية، نظرية إم وعلم كون الثقوب السوداء.
يلمح المبدأ البشري (الأنثروبي) إلى أن وجود العديد من الأكوان، كل منها بقوانين فيزيائية مختلفة، يمكن أن يفسر الضبط الدقيق لكوننا من أجل الحياة الواعية. يفترض المبدأ البشري الضعيف أننا موجودون في واحد من الأكوان القليلة التي تدعم الحياة. تنشأ المناظرات حول نصل أوكام وبساطة الكون المتعدد مقابل كون واحد، مع جدال مؤيدين مثل ماكس تيجمارك بأن الكون المتعدد أبسط وأكثر أناقة. كما أن تفسير العوالم المتعددة لميكانيكا الكم والواقعية النمطية، الاعتقاد بأن كل العوالم الممكنة موجودة وحقيقية مثل عالمنا، هي أيضًا موضوع نقاش في سياق مبدأ بشري (الأنثروبي).

## مقدمة
إن تلسكوباتنا قادرة على رؤیة ما أقصاه أقل من 14 ملیار سنة ضوئية، لكن ماذا یوجد
بعد ذلك؟ نعرف من كل ما توصل إليه العلماء بأن الكون نشأ من الانفجار العظيم، لكن ماذا كان هناك قبل ذلك؟
أسئلة حاول الفلاسفة ورجال الدين والمفكرون في مختلف العصور الإجابة علیھا:
ماذا یوجد فیما وراء كوننا الذي نراه؟ وكیف جاء الكون؟ ومن أین؟
یعتقد العلماء أننا الیوم قادرون على إعطاء تفسیرات منطقیة ومتوازنة وبعیدة كل البعد عن الأفكار التي كانت سائدة في الماضي.
حتى وقت قصیر مضى، كان كل ما یشغل العلماء هو دراسة الكون بما یحتویه وبما یحكمه من قوانین فيزيائية، وبما حدث بعد الانفجار العظيم قبل 13.8 ملیار عام، أما الآن فقد بدأ العلم في اقتحام مجال كان حكراً على الفلسفة والأدیان: ماذا كان هناك قبل ولادة الكون ؟ وماذا یوجد خارج نطاق حدوده المعروفة؟

## كيف بدأتالفرضية
في عام 1954، كان هناك مرشح لشهادة الدكتوراه من جامعة برنسيتون اسمه هيو إيفيرت جاء بفكرة جذرية: أنه يوجد أكوان متوازية، بالضبط شبه كوننا. كل هذه الأكوان على علاقة بنا، في الواقع هي أكوان متفرعة منا، وكوننا متفرع أيضاً من أكوان أخرى.
خلال هذه الأكوان المتوازية، حروبنا لها نهايات مختلفة عن ما نعرف، الأنواع المنقرضة في كوننا تطورت وتكيفت في الأكوان الأخرى، وفي تلك الأكوان ربما نحن البشر أصبحنا في عداد الفصائل المنقرضة.
إن طبيعة هذا التفكير يذهل العقل وحتى الآن لا يزال من غير الممكن فهمه. الأفكار العامة عن الأكوان أو الأبعاد المتوازية التي تشبهنا ظهرت في أعمال الخيال العلمي، لكن لماذا يقوم فيزيائي شاب ذو مستقبل بالمخاطرة بمستقبلهِ المهني عن طريق تقديم نظرية عن الأكوان المتوازية؟
كان إيفريت بتقديم فرضية عن الأكوان المتوازية يحاول الإجابة عن سؤال صعب متعلق بفيزياء الكم: لماذا الأجسام الكمية تتصرف بشكل غير منضبط؟ إن المستوى الكمى هو أصغر ما أكتشف العلم حتى الآن. دراسة فيزياء الكم بدأت في عام 1900، حينما قدم العالم ماكس بلانك هذا المفهوم لأول مرة على المجتمع العلمى.
دراسات بلانك للإشعاع دفعت نحو بعض الاكتشافات التي تتعارض مع قوانين الفيزياء التقليدية. هذه الاكتشافات اقترحت وجود قوانين مختلفة في هذا الكون، تعمل على المستويات العميقة غير تلك القوانين التي نعرفها.
في المدى القصير، الفيزيائيين الذين قاموا بدراسة مستوى الكم لاحظوا أشياء غريبة عن هذا العالم. أولا ً، الجزيئات الموجودة في هذا المستوى تأخذ أشكالاً مختلفة بشكل اعتباطي. على سبيل المثال، العلماء لاحظوا أن الفوتونات (رزم صغيرة من الضوء) تتصرف كجسيمات وكأمواج! حتى الفوتون المفرد يقوم بهذا التناوب في الحالة. تخيل أنك ظاهر وتتصرف كإنسان صلب حينما ينظر إليك صديق، لكن حينما يلتفت إليك ثانية ً تكون تحولت إلى غاز!
عُرف بمبدأ عدم اليقين لهايزنبرج. الفيزيائي «فيرنر هايزنبرج» اقترح أنه بمجرد ملاحظة المادة الكمية، فنحن نؤثر في سلوكها. وبالتالى، فنحن لا يمكن أن نتأكد تماماً من طبيعة الشئ الكمي ولا صفاتهِ المميزة، مثل السرعة والموقع.
هذه الفكرة تم دعمها بتفسير كوبنهاغن لميكانيكا الكم. هذا التفسير طرحه الفيزيائي الدنماركى «نيلز بور»، أن الجسيمات الكمية لا تتواجد على حالة واحدة معينة أو على حالة أخرى، لكن في كل هذه الحالات المحتملة في نفس الوقت. إجمالي مجموع الحالات للشئ الكمى يسمى بدالة الموجة wave function. وحالة الشئ الموجود في كل حالاته الممكنة في نفس الوقت، تسمى بالوضع الفائق superposition.
طبقا لبور، حينما نقوم بملاحظة شيء كمي، فنحن نؤثر في سلوكه. الملاحظة تقوم بكسر حالة الوضع الفائق للشئ وتجبره على اختيار حالة واحدة من دالة الموجة الخاصة به. تفسر هذه النظرية لماذا يحصل الفيزيائيين على قياسات متضاربة من نفس الشئ الكمي: فالشيء الكمي يختار حالات مختلفة أثناء عمليات القياس المتتالية.
تم قبول تفسير بور على نطاق واسع، واحتفظ بقبول غالبية مجتمع علماء الكم. ولكن بعد حين، أخذت فرضية العوالم المتعددة لإيفريت بعض الاهتمام الجدي.

## متعدد الأكوان في نظرية العوالم المتعددة
هيو إيفيرت الشاب اتفق مع ما اقترحه الفيزيائي القدير نيلز بور عن عالم الكم. هو وافق على فكرة الوضع الفائق وأيضاً فكرة دالة الموجة. لكن إيفيرت اختلف مع بور في نقطة حيوية أخرى.
بالنسبة لإيفريت، فقياس الشئ الكمى لا يجبره على اتخاذ حالة معينة أو أخرى. وبدلا ً من ذلك، فقياس الشئ الكمى يسبب تفرع حقيقى في الكون. فالكون تم نسخه تماماً إلى كونين، وكل واحد من الكونين يمثل نتيجة محتملة للقياس. على سبيل المثال، لنفترض أن دالة الموجة لشئ ما هي كلا ً من جسيم وموجة. حينما يقوم الفيزيائي بقياس هذا الشئ، فهناك نتيجتين محتملتين: إما أن يلاحظ هذا الشئ كجسيم أو كموجة.
حينما يقوم الفيزيائي بملاحظة الشئ، ينقسم الكون إلى كونين اثنين لتلبية كلا ً من الاحتمالين. وعلى ذلك، فالعالم الفيزيائي في أحد الكونين وجد أن الشئ تم قياسه على أنه موجة. أما العالم الفيزيائي المشابة في الكون الآخر فقد قاس الشئ على أنه جسيم. وهذا أيضاً يفسر لماذا يتم قياس الشئ الواحد على أكثر من حالة.
هذا الفارق، هو ما يجعل نظرية العوالم المتعددة لإيفريت منافسة لتفسير كوبنهاغن، كتفسيرين لميكانيكا الكم.
على قدر الإثارة التي قد تبدو عليها، فنظرية العوالم المتعددة لإيفريت لها معانٍ ضمنية بعد المستوى الكمى. فلو هناك حدث له أكثر من نتيجة محتملة، إذن - لو نظرية إيفيرت صحيحة- الكون سيتفرع حينما يتم هذا الحدث. وهذا يحدث حقيقة ً حتى لو اختار الفرد أن لا يقوم بأي فعل.
وهذا يعنى أنك لو تعرضت لموقف يكون فيه الموت نتيجة محتملة، إذن ففى كون موازٍ لنا، أنت ميت. هذا مجردُ سبب واحد يجعل البعض يشعر بالانزعاج تجاه نظرية العوالم المتعددة.
الوجه الآخر المزعج أيضاً في تفسير العوالم المتوازية أنه يهدم مفهومنا الخطى عن الزمن. تخيّل أنّ خطَّ الزمن يعرض تاريخ حرب فيتنام. فبدلا ً من خط زمنى مستقيم يعرض أحداث جديرة بالملاحظة تتقدم للأمام، فخط الزمن حسب نظرية العوالم المتعددة يتفرع ليعرض كل نتيجة محتملة لكل حدث تم. ومن هنا، كل نتيجة محتملة لحدث تم، ستؤرخ.
لكن الشخص لا يستطيع أن يكون مدرك لتوائمه الآخرين - أو حتى موته شخصياً- الموجودة في أكوان موازية. إذن كيف نستطيع أن نعرف أن نظرية العوالم المتعددة صحيحة؟ التأكيد على أن هذه النظرية ممكنة نظرياً، حدث في التسعينيات عن طريق تجربة فكرية thought experiment (تجربة متخيلة تستخدم لإثبات أو تفنيد فكرة ما نظرياً) اسمها الانتحار الكمى quantum-suicide.
هذه التجربة الفكرية جددت الاهتمام بنظرية إيفيرت. التي اعتبرت هراء ً لسنوات عديدة. ومنذ أن تم إثبات إمكانية العوالم المتعددة، توجه الفيزيائيين والرياضيين إلى البحث في المعانى الضمنية للنظرية في العمق. لكن نظرية العوالم المتعددة ليس النظرية الوحيدة التي تريد أن تشرح الكون. وأيضاً ليست الوحيدة التي تقترح وجود أكوان موازية لنا. وفي الجزء التالي سنقرأ معاً عن نظرية الأوتار string theory وأيضا يمكن ان نجد اشباه لنا في الأكوان الموازية.

## متعدد الأكوان في نظرية الأوتار
نظرية العوالم المتعددة وتفسير كوبنهاغن ليْسا المتنافسين الوحيدين في محاولة شرح المستوى الأولى من الكون. في الحقيقة، حتى ميكانيكا الكم ليست المجال الوحيد في الفيزياء الذي يبحث عن مثل هذه الشرح. النظريات التي ظهرت من دراسة الفيزياء تحت الذرية ما زالت نظريات. وتسبب هذا في أن مجال الدراسة انقسم بكثرة بنفس طريقة عالم علم النفس. النظريات لها مؤيدين ونقاد، مثل ما يحدث في أطر علم النفس المقدمة من كارل يونغ وألبرت إليس وسيجموند فرويد.
لقد انشغل الفيزيائيين بعد تطور العلوم بعكس هندسة الكون reverse engineering، ودرسوا ماذا يمكن أن يلاحظوا وعملوا من الخلف تجاه مستويات أصغر وأصغر في العالم الفيزيائي. ويحاول الفيزيائيون بذلك أن يصلوا للمستوى النهائي والأكثر أولية. وهو المستوى، الذي يأمل الفيزيائيين أن يساعدهم على تأسيس فهم كل شيء آخر.
بعد نظريته الشهيرة عن النسبية، قضى ألبرت أينشتين بقية حياته باحثاً عن المستوى النهائي الذي سيجيب على كل الأسئلة الفيزيائية. أشار الفيزيائيون إلى هذه النظرية الشبحية باسم نظرية كل شيء Theory of Everything.
فيزيائيو الكم يعتقدون أنهم على طريق اكتشاف هذه النظرية النهائية. لكن مجال آخر من الفيزياء يعتقد أن المستوى الكمى ليس هو المستوى الأصغر، ولذلك هو لا يمكن أن يمدنا بنظرية كل شيء.
بدلا ً من ذلك، تحول هؤلاء الفيزيائيون إلى مستوى نظرى تحت الكم، يسمى نظرية الأوتار، من أجل الإجابة على كل ما في الحياة. الشئ المدهش أن هؤلاء الفيزيائيون خلال أبحاثهم النظرية أيضاً استنتجوا - مثل إيفيرت- وجود الأكوان المتوازية!
نظرية الأوتار أنشئت بواسطة الفيزيائي اليابانى-الأمريكي ميشيو كاكو. نظريته تقول أن كتل البناء الأساسية لكل المواد وأيضاً لكل القوى الفيزيائية في الكون - مثل الجاذبية- موجودة في مستوى تحت الكم. هذه الكتل البنائية تشبه أربطة مطاطية صغيرة جداً - أو أوتار- وهي التي تصنع الكواركات (جسيمات كمية)، وتباعاً الإلكترونات، والذرات، والخلايا وهكذا. ويتحدد بالضبط أي نوع من المادة ينتج بواسطة الأوتار وكذلك سلوك هذه المادة، حسب تذبذب هذه الأوتار. وتتذبذب الأوتار فتؤدي إلى نشوء القوى المختلفة الحاكمة للكون. بهذه الطريقة فإن كوننا بأكلمه عبارة عن عزف موسيقى. ووفقاً لنظرية الأوتار فهذا العزف يحدث عبر 11 بُعد منفصل.
مثل نظرية العوالم المتعددة، فنظرية الأوتار تـُظهر وجود الأكوان المتوازية.
فهذه الأبعاد تلتف حول نفسها بحيث لا ندركها في عالمنا. وبما أن الكون يحتوي على هذه الأبعاد المختلفة بهندساتها العديدة والمتنوعة، وعلماً بأن قوانين الطبيعة تعتمد على هندسة الطبيعة، فمن المتوقع أن تُشكِّل هذه الأبعاد العديدة أكواناً مختلفة في قوانينها وحقائقها. هكذا تؤدي نظرية الأوتار إلى نتيجة أنه توجد أكوان عديدة ومختلفة. بالإضافة إلى ذلك، يشير كاكو إلى حقيقة أنه تم اكتشاف بلايين من الحلول لمعادلات نظرية الأوتار، وكل حلّ من هذه الحلول يصف كوناً متناسقاً رياضياً ومختلفاً عن الأكوان الأخرى التي تصفها الحلول الأخرى للنظرية. هكذا، تدل نظرية الأوتار على وجود أكوان عدة.
وفقاً للنظرية، فكوننا يشبه فقاعة بجانب أكوان موازية شبيهة. وعلى نقيض نظرية العوالم المتعددة، فنظرية الأوتار تفترض أن هذه الأكوان يمكنها أن تكون على اتصال مع بعضها البعض. نظرية الأوتار تقول أن الجاذبية يمكنها التدفق بين هذه الأكوان المتوازية. وحينما تتفاعل هذه الأكوان فإنه ينشأ انفجار كبير مثل الذي بدأ به كوننا.
حينما يستطيع الفيزيائيون صنع آلة تستطيع رصد المواد الكمية، فالأوتار تحت الكمية ستظل بعيدة عن الملاحظة، وهذا يجعلهم - و بالتالي النظرية القائمة عليهم- نظريين كلية ً. البعض رفض هذا، والبعض الآخر يعتقد أنه صحيح..

## مستويات الأكوان المتوازية
قام العالم ماكس تيجمارك بفحص النظريات الفيزيائية المتضمنة أكواناً متوازية، والتي تكوّن أربع مستويات طبيعية هرمية للوجود متعدد الأكوان، بشكل يزيد فيه التنوع كلما تقدمنا:

### المستوى الأول: مناطق ما وراء أفقنا الكوني
الكون يتمدد إلى مالانهاية وبنيته لها نفس الصفة... خارج هذه الكرة التي هي كوننا أو الحدود المشكلة له، توجد كرات لأكوان أخرى لانهائية أيضاً في حدودها وعددها
- خصائصها: تنطبق عليها نفس القوانين الفيزيائية، لكن مع اختلاف في الظروف الأولية.
- الافتراضات: فضاء غير محدود، تتوزع فيه المادة الكونية ايرجوديكياً ergodic.
- الأسانيد:

1. قياسات الموجات المايكروية تشير إلى تسطح، وفضاء لا متناهي، ونعومة واسعة النطاق.
2. النموذج الأبسط.

### المستوى الثاني: فقاعات أخرى متضخمة-المركز
الكون عبارة عن فقاعة كروية متواجدة في كون «أكبر» يحتوي على عدد من الأكوان الأخرى أو «الفقاعات» الأخرى.
- خصائصه: نفس المعادلات الأساسية للفيزياء، ولكن ربما بثوابت وعناصر وأبعاد مختلفة.
- الافتراضات: حدوث التضخم الفوضوي.
- الأسانيد:

1. نظرية التضخم تفسر الفضاء المستوي، والتذبذبات ثابتة المقدار، وتحل مشكلة الأفق ومشاكل القطب الواحد ويمكن أن تفسر طبيعياً مثل هذه الفقاقيع.
2. تفسر الثوابت المضبوطة.

### المستوى الثالث: العوالم المتعددة لفيزياء الكم
حسب نظرية العالم هيو إيفيريت فإن وقوع أي حدث عشوائي معناه أن احتمال من ضمن عدة احتمالات أخرى قد وقع، مما يؤدي بنا إلى القول أن الاحتمالات الأخرى قد تكون وقعت في أكوان موازية لكوننا، أي أن ھناك كون لكل احتمال من الاحتمالات المتوقعة.
- خصائصه: شبيهه بخصائص المستوى الثاني.
- الافتراضات: وحدوية الفيزياء.
- الأسانيد:

1. دعم تجريبي للفيزياء الوحدوية.
2. النموذج الأبسط رياضياً.

### المستوى الرابع: تراكيب رياضية أخرى.
- خصائصه: معادلات الفيزياء الأساسية مختلفة.
- الافتراضات: الوجود الرياضي = الوجود الفيزيائي.
- الأسانيد:

1. التأثير غير المعقول للرياضيات في الفيزياء.
2. تجاوب على سؤال وييلر وهوكينغ: «لماذا هذه المعادلات بالذات، وليس غيرها؟»

## هل عثرنا على الأكوان الأخرى؟
علماء موجات الراديوالفلكي تمكنوا من العثور على منطقة فارغة، مساحتها تتجاوز كل المناطق الفارغة التي عثرنا عليها في السابق. هذه المنطقة الفارغة تقع عنا على بعد حوالي 8 مليارات سنة ضوئية، ويصل قطرها إلى مالايقل عن مليار سنة ضوئية.
ليست هذه هي المرة الأولى التي يلاحظ فيها العلماء منطقة فارغة. نحن نعلم بوجود حوالي 30 منطقة هائلة تمتد على مساحة بضعة ملايين السنوات الضوئية. المنطقة المكتشفة حديثا أكثر كبرا حتى بالمقارنة مع الكون المرئي. وهي من الكبر إلى درجة ان علماء الفيزياء المعنيين بالانفجار العظيم يجدون صعوبة في تفسير الأمر.
الآن تعتقد مجموعة من علماء الفيزياء الأمريكان انهم عثروا على تفسير مناسب، بالرغم من انها مثيرة للدهشة. حسب هؤلاء العلماء فأن هذه البقعة عبارة عن بصمة كون آخر تضغط على جدار عالمنا. مجموعة باحثين على رأسهم Laura Mersini-Houghton من جامعة ساوث كارولينا. لورا تقول: «علم الكونيات التقليدى لا يستطيع تفسير فجوة كونية هائلة كتلك». وقد اشارت حساباتهم إلى أن هذه المنطقة الفارغة نشأت بتأثير ارتطام عالمنا بالعالم الجار له في لحظة مبكرة من نشوئه. الكون المجاور قام بدفع الأجسام الكونية في المنطقة التي اصطدم بها في كوننا بحيث أنها أصبحت خالية أو تحوي اجسام كونية اقل. لو كان هذا صحيحاً فإنه يعطى الدليل التجريبى الأول على الأكوان المتوازية مع النماذج النظرية الموجودة مسبقاً. وهو أيضاً يدلل ًعلى نظرية الأوتار. هذه المجموعة من العلماء تدعى وجود نتائج قابلة للاختيار، حيث أنه لو كانت نظرية الأكوان المتوازية صحيحة فسيكون هناك فراغ مشابه في نصف الكرة الجنوبي من الكرة السماوية.

## استطلاع رأي

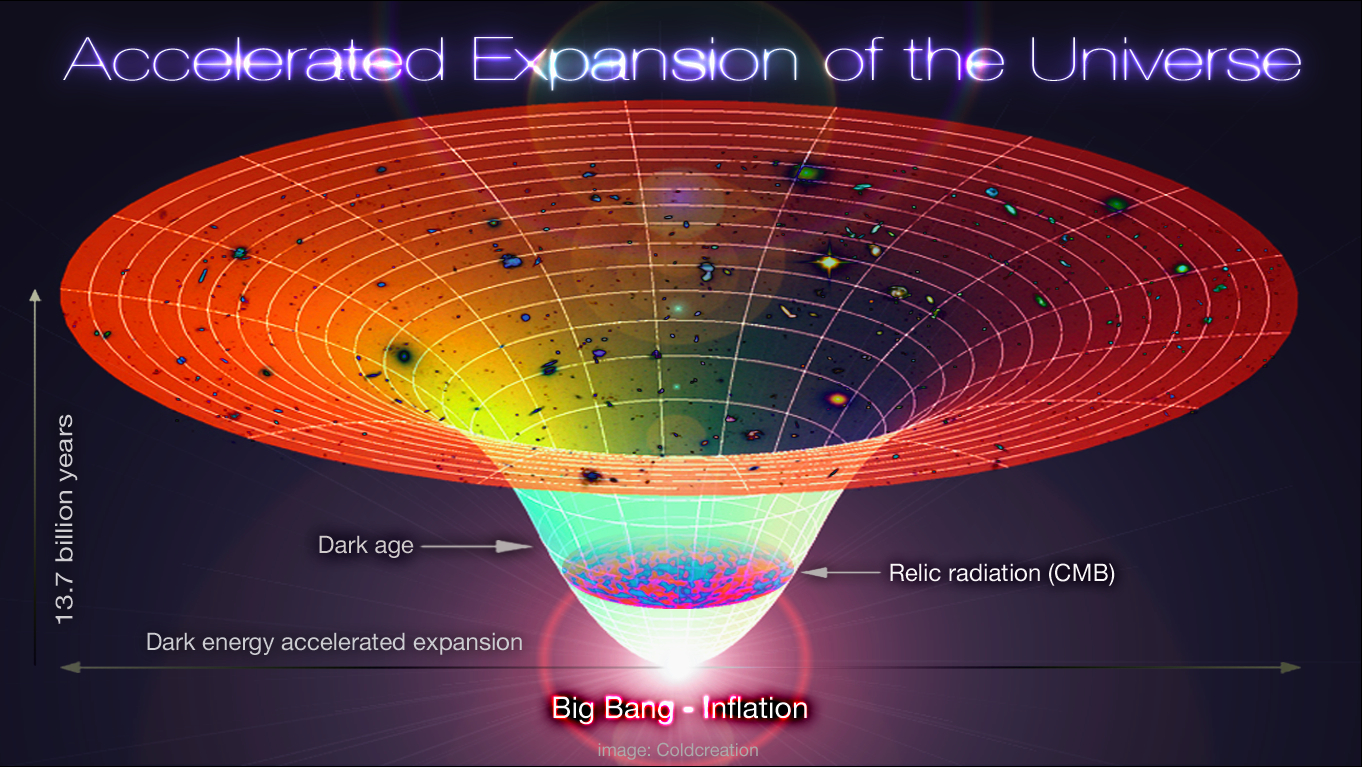
الخط الزمني للكون

أن الفرضيات الشبيهة بفرضية العوالم المتعددة تعتبر الآن اتجاه عام في مجتمع ميكانيكا الكم. على سبيل المثال، اقتراح تم بين 72 من الفيزيائيين البارزين، قام به الباحث الأمريكي ديفيد روب في عام 1995 ونشر في الدورية الفرنسية Sciences et Avenir في يناير من عام 1998، أشار إلى أن 60 % تقريباً يعتقدون أن نظرية العوالم المتوازية حقيقية.
الاعتقاد بوجود أكوان أخرى هو من محض التخمين، ولا يمكن الإجابة على هذا السؤال بالبحث العلمي والطرق العملية إذ أننا نعيش في كوننا الذي نعرفه ونحاول دراسته وتفسير ظواهره، ونحن «محبوسون» فيه. ولا تزال تشغلنا أمور فيزيائية واقعية وليست تخمينا، لم نتوصل حتى الآن في حلها، فنحن لا زلنا لا نعرف ما هي المادة المظلمة، ولا نعرف ما هي الطاقة المظلمة، ولا نعرف كيف حدث الانفجار العظيم ؟ من «لا شيء!»

## اقرأ أيضا
- فضاء كوني
- ثقب أسود كوني